# Битва біля Ла-Марадіага
Битва за фазенду Ла Марадіага  — сутичка між невеликими загонами лібералів очоленими полковником Франсіско Морасаном і передовим загоном федеральної армії. 

## Битва
Після падіння Комаягуа, Франсіско Морасану вдалося утекти з міста разом з полоковниками Реміхіо Діас та Хосе Маркес до Тегусігальпи, де вони зібрали 300 солдат для відбиття Комаягуа, але на висоті Вілья-де-Сан-Антоніо його атакує передовий загін федеральної армії під командуванням полковника Ернандеса. Тоді  Морасан, займає оборонну позицію на фазенді «Ла Марадіага», знову вступаючи в бій 29 квітня. Полковник Ернандес і його сили вторгнення зазнають поразки, однак Морасан повертається до Тегусігальпи , щоб зміцнити себе, де його беруть під арешт. Пізніше його було випущено після виплати застави, і він взявся за організацію нової армії, яка перемогла сили федеральної армії в битві при Ла-Тринідаді. 